# Райское (Запорожская область)
Райское (укр. Райське) — село,
Московский сельский совет,
Вольнянский район,
Запорожская область,
Украина.
Код КОАТУУ — 2321585005. Население по переписи 2001 года составляло 262 человека.

## Географическое положение
Село Райское находится на одном из истоков реки Мокрая Московка,
ниже по течению на расстоянии в 2 км расположено село Московка.
Река в этом месте пересыхает, на ней сделана запруда.

## История
- Село имело имена Райское, Светлое, Уманское.
- 1922 год — переименовано в село Удачное.
- В 1956 году переименовано в село Райское.
- В 1942 году в Райском действовала подпольная группа.[2]

## Достопримечательности
- Братская могила советских воинов.
- Райский заповедник местного значения- 30 га, целинная балка - место размножения диких пчел, шмелей.